# Каменка (Тюменский район)
Каменка — село в Тюменском районе Тюменской области России. Административный центр Каменского муниципального образования.

## География
Каменка находится на юго-западе Тюменской области, в пределах юго-западной части Западно-Сибирской низменности, на правом берегу реки Туры, на расстоянии примерно 15 километров (по прямой) к северо-западу от города Тюмени. Абсолютная высота — 76 метров над уровнем моря.
Через село проходит Ирбитский тракт (трасса 71К-1713). Ближайшие населённые пункты: деревня Кулига, примыкающая с юго-запада, и деревня Насекина, примыкающая с северо-запада. 

### Климат
Климат резко континентальный, с холодной продолжительной зимой и тёплым относительно коротким летом. Среднегодовая температура — 0,7 °C. Средняя температура воздуха самого холодного месяца (января) — −17,2 °C (абсолютный минимум — −46 °C); самого тёплого месяца (июля) — 17,8 °C (абсолютный максимум — 39 °С). Безморозный период длится 121 день. Среднегодовое количество атмосферных осадков составляет 470 мм, из которых 365 мм выпадает в тёплый период. Продолжительность залегания снежного покрова составляет в среднем 151 день.

## История
Село упоминается в 1623 году. Основано местными старообрядцами и переселенцами с Владимирской губернии. На речке Каменке действовало 7 мельниц.
В Каменке действует каменная церковь Покрова Богородицы 1825 года постройки.
Село было центром Каменской волости.
В 1971 году был образован Каменский сельсовет.

## Население
| 2010 |
| ---- |
| 1391 |

### Половой состав
По данным Всероссийской переписи населения 2010 года,  мужчины составляли 47,8 % от общего числа сельчан, женщины — соответственно 52,2 %.

### Национальный состав
Согласно результатам переписи 2002 года, в национальной структуре населения русские составляли 91 % из 1183 человек.